# Lydia Williams
Pour les articles homonymes, voir Williams.
Lydia Williams, née le 13 mai 1988 à Katanning, est une footballeuse internationale australienne. Elle joue au poste de gardienne de but. En 2023, elle intègre le club de Melbourne Victory FC, et en équipe nationale depuis 2005.

## Biographie
Elle participe avec l'équipe d'Australie à quatre Coupe du monde, en 2007, 2011, 2015, et enfin 2019. 
Lors de l'été 2016, elle participe aux Jeux olympiques d'été de 2016 organisés à Rio de Janeiro.
Elle atteint par ailleurs à trois reprises la finale de la Coupe d'Asie, remportant le titre de championne d'Asie en 2010.

## Palmarès
- Vainqueur de la Coupe d'Asie en 2010 avec l'équipe d'Australie
- Finaliste de la Coupe d'Asie en 2014 et 2018 avec l'équipe d'Australie